# Józef Raniowski
Józef Raniowski (ur. 30 maja 1940 w Kozłowie k. Tarnopola, zm. 9 kwietnia 2015) – polski muzealnik i działacz ludowy. W nocy z 3 na 4 kwietnia 1944 cudem uniknął rzezi, którą banderowcy urządzili w Kuropatnikach, mordując 24 osoby.
W 1945 przybył wraz z rodziną na Ziemie Odzyskane. Zamieszkał w miejscowości Lubiechnia Wielka k. Rzepina. Ukończył Szkołę Podstawową w Kowalowie. Następnie uczeń Liceum Pedagogicznego w Ośnie Lubuskim i Technikum Rolniczego w Trzciance w latach 1955–1960. W Trzciance wstąpił do 24. Drużyny Harcerskiej im. A. Mickiewicza. Przyrzeczenie Harcerskie złożył w kwietniu 1957. 20 października 1958 wstąpił do Związku Młodzieży Wiejskiej, a 21 listopada 1960 do Zjednoczonego Stronnictwa Ludowego.
W latach 1960–1962 odbywał Zasadniczą Służbę Wojskową jako sanitariusz w Wojskach Lotniczych w Poznaniu (Ławica).
W latach 1962–1973 nauczyciel w Technikum Rolniczym w Szczecinie. Założyciel Szczepu Drużyn Starszoharcerskich przy Technikum Rolniczym i wieloletni Komendant Szczepu. W 1963 zdobył stopień instruktorski przewodnika. W 1968 zdobył stopień podharcmistrza. Inicjator i wieloletni Komendant grupy szczecińskiej z Hufca Szczecin-Dąbie uczestniczącej w Operacji Frombork 1001, odznaczony Honorowym Obywatelstwem miasta Fromborka w 1971. W lipcu 1973 odznaczony Srebrnym Krzyżem Zasługi za pracę pedagogiczną.
W latach 1973–1983 pracownik Kółek Rolniczych w Szczecinie. Od 1980 należał do NSZZ „Solidarność”, za działalność w której był prześladowany w miejscu pracy. W związku z działalnością opozycyjną zmuszony do zmiany pracy. W latach 1983–1991 pracował poza Szczecinem w Zootechnicznym Zakładzie Doświadczalnym w Kołbaczu. Od 1991 wicedyrektor Muzeum Narodowego w Szczecinie. W 1994 uwłaszczył Muzeum Narodowe w Szczecinie, jako pierwszą placówkę muzealną w Polsce. Inicjator remontów i zmian technicznych w muzeum, na które pozyskiwał pieniądze z funduszy unijnych. W 2007 przeszedł na emeryturę. Jako wicedyrektor wspierał szczecińskich harcerzy przy organizacji Rajdu „GRYF” oraz wystawy 70-lecia Harcerstwa na Pomorzu Zachodnim, udostępniając nieodpłatnie wystawy Muzeum, czy pomieszczenia na organizację wystaw.
Od 1996 Honorowy Komendant 3.Szczepu Sosnowej Szyszki i instruktor Hufca ZHP Szczecin-Pogodno (przydział służbowy do 22. Szczecińskiego Kręgu Instruktorskiego).
Zmarł w wyniku rozległego krwotoku śródmózgowego. Pochowany 14 kwietnia 2014 na cmentarzu Centralnym w Szczecinie.
Mąż Grażyny – lekarza stomatologa i ojciec Rafała – architekta, urzędnika samorządowego i instruktora harcerskiego.
Odznaczony: Odznaką Gryfa Pomorskiego (1971), Honorowym Obywatelstwem Miasta Frombork (1971), Srebrnym Krzyżem Zasługi (1973), Medalem 40-lecia Polski Ludowej (1984), Złotą Odznaką Zasłużony Instruktor Szczepu Sosnowej Szyszki (2006), Medalem 200-lecia 12 Pułku Ułanów Podolskich (2009).